# 당통의 죽음

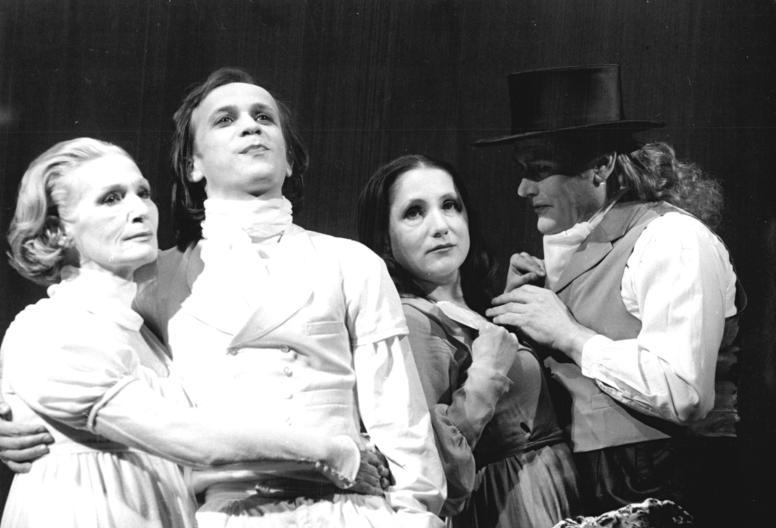

당통의 죽음(Dantons Tod)은 게오르크 뷔히너의 희곡이다.
4막으로 구성된 이 작품에서 뷔히너는 개인의 권리를 중시하는 당통이 내세우는 향락주의와 사회복지를 우선시하는 로베스피에르가 내세우는 공화주의가 궁극적으로는 정치적 욕망을 추구하기 위한 이기주의를 바탕으로 한다는 것을 은유적 기법으로 표현하고 있다.
뷔히너는 이 극에서 프랑스 대혁명의 마지막 국면, 즉 당통과 로베스피에르가 서로 첨예하게 대치하다가 로베스피에르 일파에 의해 당통을 비롯한 그의 동료들이 처형당하기까지의 약 10일 남짓한 기간을 그리고 있다. 뷔히너는 역사적 관점에서 소재를 취하되 종전과는 다른 방식으로 형상화했는데 이 작품에서는 프랑스 혁명사를 빛낸 영웅이 아니라 혁명과 거리를 두고 그것을 비판적인 눈으로 바라보는 이른바 ‘반영웅(Antiheld)’을 그리고 있다. 다시 말해 작품의 주인공 당통은 혁명의 중심역할을 하던 시기의 영웅적인 면모를 지닌 인물이 아니라 ‘9월 학살’을 주도한 자신의 책임을 곱씹어보며 고뇌하는 인물로 그려진다.
뷔히너의 다른 작품들과 마찬가지로 이 작품도 오늘날 그 작품성 내지 문학성을 두고 문제제기를 하는 사람은 아무도 없다. 비록 작가가 작품 텍스트의 6분의 1을 역사기록에서 발췌했다고는 하나 이것이 작품의 문학성을 전혀 훼손하지 않는 이유는 이 6분의 1이라는 (죽은) 역사기록이 나머지 6분의 5라는 뷔히너의 창작 텍스트, 즉 콘텍스트에 의해 피와 살을 지닌 생생한 언어로 부활하기 때문이다. ＜당통의 죽음＞이 ＜보이체크＞와 마찬가지로 오늘날 매년 독일 유수(有數) 극장의 레퍼토리에서 빠지지 않고, 세계 각지에서 그리고 우리나라에서도 여러 차례 공연되고 있음은 이 작품의 문학성을 웅변해준다.